# Клавдия (певица)
Клавдия Пападопулу (греч. Κλαυδία Παπαδοπούλου, (род. 18 августа 2002, Аспропиргос, Аттика) — греческая певица и автор песен, Представительница Греции на Евровидение-2025 с песней «Asteromata», заняла 6 место.

## Ранние годы
Клавдия родилась 18 августа 2002 года в городе Аспропиргос в Греции.

## Музыкальная карьера
Клавдия обрела известность в 2017 году, в возрасте 15 лет, когда она прошла прослушивание для пятого сезона Greece’s Got Talent, исполнив песню Майкла Джексона «Billie Jean». В 2018 году она приняла участие в пятом сезоне The Voice of Greece на Skai TV. Во время прослушивания она исполнила песню «Roxanne» группы Police, получив одобрение всех четырех судей и став частью команды Елены Папаризу. Она продолжила свой путь до финального этапа программы, но не смогла пройти в финальную тройку.
Вскоре после участия в шоу талантов Клавдия подписала контракт с греческим лейблом Panik Records, на котором она выпустила свои первые синглы, включая «Haramanta», дважды платиновый по версии IFPI Greece за 40 000 копий, и «Vasanizomai». В конце 2022 года она подала заявку на представление Греции на конкурсе песни «Евровидение-2023». Несмотря на то, что она была выбрана среди финалистов, греческая общественная телекомпания в конечном итоге выбрала Виктора Верникоса в качестве национального представителя в Ливерпуле. В 2024 году она выпустила свой одноименный дебютный мини-альбом Klavdia.
10 января 2025 года греческая телекомпания ERT объявила Клавдию одной из участниц Ethnikos Telikos, нового отбора для определения представителя Греции на конкурсе песни «Евровидение-2025», с песней «Asteromata». В национальном отборе, который состоялся 30 января в Рождественском театре в Галаци, Клавдия выступила пятой из двенадцати. Благодаря своему выступлению она заняла первое место в общем голосовании международного жюри и телеголосования, таким образом одержав победу в вокальном конкурсе и заслужив честь представлять Грецию на сцене Евровидения в Базеле.

## Дискография
Мини-альбомы:
- 2024 — «Klavdia»[11]

Синглы:
Как ведущий артист:
- 2022 ― «Lonely Heart»
- 2022 — «Edo gyrnao»
- 2023 — «Haramata» — награда — IFPI GRE: 2× Platinum[12]
- 2023 — «Holy Water»
- 2024 — «Vasanizomai»
- 2024 — «Movin' Too Fast» (с Playmen)
- 2024 — «Nyxta mou megali» (с Oge и Arcade)
- 2025 — «Asteromata»

Как приглашённый артист:
- 2021 — «Se alli agkalia (Menak wla meni)» (с Natasha Kay)
- 2023 — «Fire in the Sky» (c Valeron)
- 2024 — «Touch Me» (с Playmen и Valeron)